# Carlo Cracco
Carlo Cracco (Creazzo, 8 ottobre 1965) è un cuoco, personaggio televisivo, gastronomo e imprenditore italiano.
Durante la sua carriera come chef è stato premiato con 6 stelle Michelin.

## Biografia
Figlio del ferroviere Bertillo Cracco (1928 - Creazzo, 24 febbraio 2025) e di Lidia, dopo aver frequentato l'istituto alberghiero Pellegrino Artusi di Recoaro Terme e aver lavorato nel ristorante Da Remo di Vicenza, la svolta professionale avviene quando, nel 1986, inizia a collaborare con Gualtiero Marchesi a Milano. I piatti tipici per i quali ottiene il premio sono l'uovo marinato, l'insalata russa caramellata, le melanzane ai fiori di Sambuco con gamberi e il riso con le lenticchie. In seguito, lavora ne La Meridiana a Garlenda e a Parigi, dove studia la cucina francese presso il ristorante dello chef Alain Ducasse, e al Lucas Carton sotto la guida di Alain Senderens.
Più tardi torna in Italia, ricoprendo il ruolo di primo chef presso l'Enoteca Pinchiorri di Firenze, sotto la guida di Annie Féolde. Durante la sua conduzione, il locale ottiene per la prima volta tre stelle sulla Guida Michelin. Gualtiero Marchesi lo chiama nuovamente per l'apertura del suo ristorante L'Albereta a Erbusco, dove Cracco lavora come chef per tre anni. Subito dopo apre Le Clivie in Piobesi d'Alba, ristorante il quale, dopo solo un anno, guadagna una stella Michelin.
Nel 2001, su invito della famiglia Stoppani, proprietaria del negozio di gastronomia Peck, Cracco apre il ristorante Cracco Peck a Milano, dove lavora come executive chef fino al 2007 e che, sotto la sua conduzione, guadagna due stelle Michelin. Dal 2007 diventa patron chef del ristorante, che rinomina Cracco - Ristorante in Milano. A partire dall'edizione 2018 della Guida Michelin il ristorante perde una delle due stelle. Nel 2011 è socio fondatore e presidente dell'associazione non profit Maestro Martino; a metà febbraio 2014 dà vita al bistrot Carlo e Camilla in Segheria, che prende il nome da una vecchia segheria in disuso, mantenuta nella sua struttura originale, nella zona dei Navigli di Milano. Nel novembre del 2016 apre il suo primo ristorante all’estero, OVO by Carlo Cracco, situato a Mosca all’interno dell'Hotel Lotte, nominando come chef il giovane Emanuele Pollini, il quale, precedentemente, aveva lavorato per lui al bistrot Carlo e Camilla in Segheria.
Dal 2011 al 2017 fa parte dei giudici del talent show culinario MasterChef Italia, affiancato dallo chef Bruno Barbieri e dal ristoratore Joe Bastianich e, a partire dalla quinta edizione, anche dallo chef Antonino Cannavacciuolo. Il 13 febbraio 2013 partecipa al Festival di Sanremo, condotto da Fabio Fazio, per proclamare la cantante Annalisa. Dal 2014 al 2018 conduce Hell's Kitchen Italia, adattamento italiano dell'omonimo format americano con lo chef Gordon Ramsay. Il 4 marzo 2017, contestualmente all'annuncio dell'abbandono del ruolo di giudice di MasterChef Italia (in cui verrà sostituito prima dalla chef Antonia Klugmann e poi dallo chef Giorgio Locatelli), dichiara di volersi dedicare ad altri progetti, come la chiusura del primo ristorante di Milano (che tuttavia riaprirà l'anno seguente) e l'apertura di due nuovi locali nella stessa città: il primo viene inaugurato nel 2018 nella Galleria Vittorio Emanuele II, il secondo il 26 aprile 2021 nella zona dei Navigli. Nel 2019 gli viene conferito alla Camera dei deputati il Premio America della Fondazione Italia USA.
Nel 2018 su Nove va in onda Cracco Confidential, docu-film realizzato sulle attività dell'anno precedente: dai ristoranti milanesi alla carriera e la vita dello chef (dal secondo matrimonio alla morte del maestro Gualtiero Marchesi). Nel programma ci sono interventi della moglie Rosa Fanti, del braccio destro Luca Sacchi, della brigata di cucina, degli architetti del progetto e degli amici, che raccontano la vita dello chef. Sempre nel 2018 compare nel videoclip del singolo Faccio quello che voglio di Fabio Rovazzi. Nel luglio 2021 inaugura a Portofino il suo primo ristorante completamente senza carne, annunciando di aver drasticamente ridotto la carne anche nei menu dei suoi ristoranti di Milano. Nel settembre 2021 conduce sulla piattaforma Prime Video di Amazon, insieme agli ospiti Diego Abatantuono, Pierfrancesco Favino, Sabrina Ferilli, Luciana Littizzetto, Valerio Mastandrea e Fabio De Luigi, la prima edizione del programma Dinner Club, avente per tema la cultura e la gastronomia del territorio italiano. Esso avrà una seconda stagione, uno spin-off e anche una terza stagione nel 2024 con altri ospiti come Antonio Albanese, Paola Cortellesi, Marco Giallini, Luca Zingaretti (seconda stagione), Christian De Sica, Emanuela Fanelli e Rocco Papaleo (terza).

### Vita privata
Ha quattro figli: due figlie da un primo matrimonio e due figli  dalla seconda moglie con la quale si è sposato nel 2018 a Milano.

## Programmi televisivi
- MasterChef Italia (Cielo, 2011; Sky Uno, 2012-2017) – Giudice
- Junior MasterChef Italia (Sky Uno, 2014) – Ospite
- Hell's Kitchen Italia (Sky Uno, 2014-2018)
- Cracco Confidential (Nove, 2018)
- Nella mia cucina: una ricetta con Cracco (Rai 2, 2019)
- Dinner Club (Prime Video, dal 2021)

## Premi e riconoscimenti

### Enoteca Pinchiorri
- 3 Stelle Michelin    (dal 1993 al 1994)[2][27]

### Le Clivie
- 1 Stella Michelin  (1997)[4][5]

### Cracco
- 1 Stella Michelin  (2 fino al 2017)[28]
- 3 Forchette Gambero Rosso (dal 2006 al 2009,[29][30] dal 2019)[31]
- 2 Forchette Gambero Rosso (2014)[32]
- 3 Cappelli guida Espresso (2017-2019)[33][34]
- 4 Cappelli guida Espresso (2020-2021)[35]
- 5 Cappelli guida Espresso (dal 2022)[36]
- 18.5-20 sulla guida Espresso[37]

## Opere
- L'utopia del tartufo bianco, Casalnoceto, Folini, 2002. ISBN 88-7266-061-0.
- La quadratura dell'uovo, Casalnoceto, Folini, 2004. ISBN 88-7266-068-8.
- Cracco. Sapori in movimento, con Alessandra Meldolesi, Milano-Firenze, Giunti, 2006. ISBN 88-09-04791-5.
- Panettone a due voci. Carlo Cracco, Davide Oldani e il lievito delle feste. Storia, tradizioni, cucina d'autore, con Davide Oldani, Firenze, Giunti, 2010. ISBN 978-88-09-75561-1.
- Se vuoi fare il figo usa lo scalogno. Dalla pratica alla grammatica: imparare a cucinare in 60 ricette, Milano, RCS Libri, 2012. ISBN 978-88-17-05914-5.
- A qualcuno piace Cracco. La cucina regionale come piace a me, Milano, RCS Libri, 2013. ISBN 978-88-17-06948-9.
- La grande cucina italiana. Carlo Cracco presenta le ricette regionali, Corriere della Sera Editore, 2014.
- Dire, fare, brasare. In 11 lezioni e 40 ricette tutte le tecniche per superarsi in cucina, Milano, RCS Libri, 2014. ISBN 978-88-586-7464-2.
- In principio era l'anguria salata. Viaggio al centro del gusto, Milano, RCS Libri, 2015. ISBN 978-88-17-09167-1
- È nato prima l'uovo o la farina?, Milano, Rizzoli, 2016. ISBN 978-88-17-09018-6